# Jilbab
Jilbab (tudi džilbab ali jilbeb) je muslimansko žensko pokrivalo oziroma oblačilo, ki običajno pokrije skoraj vse telo in je lahko različnih dolžin. Obraz je odkrit, prav tako roke in noge. V Indoneziji tako označujejo vsako žensko pokrivalo, četudi pokrije samo zgornji del telesa.  